# Muara Mulia
Muara Mulia is een bestuurslaag in het regentschap Simalungun van de provincie Noord-Sumatra, Indonesië. Muara Mulia telt 1993 inwoners (volkstelling 2010).